# Lądowisko Sobienie Szlacheckie
Lądowisko Sobienie Szlacheckie (kod ICAO: EPSJ) – lądowisko powstałe w 2006 roku w Sobieniach Szlacheckich, w województwie mazowieckim, ok. 14 km na południowy wschód od miasta Góra Kalwaria. Posiada ono trawiastą drogę startową o długości 900 m. Właścicielem lądowiska jest Silvair Sp. z o.o.
Lądowisko Sobienie Szlacheckie bezskutecznie starało się uzyskać decyzję o założeniu lotniska. Jednak ze względu na sąsiadujący z nim obszar Natura 2000, decyzja o oddziaływaniu na środowisko została zaskarżona przez organizacje ekologiczne. Wyrokiem sygnatura akt II OSK 708/11 NSA przyznał rację ekologom, co ostatecznie uniemożliwia zmianę statusu lądowiska.